# Ляховский сквер
Ляховский сквер (бел. Ляхаўскі сквер) — сквер, расположенный в Ленинском районе Минска; между улицами Октябрьская, Ульяновская, Белорусская и рекой Свислочь.

## История
Ляховский сквер появился в предместье Ляховка в 1950-х годах. До Великой Отечественной войны Ляховка была одним из крупных районов города. Население Ляховки состояло из рабочих белорусов.

## Описание
Сквер был реконструирован и благоустроен в 2019 году в преддверии II Европейских Игр, прошедших в Минске с 21 по 30 июня 2019 года.
Ляховский сквер в настоящее время представляет собой зелёную благоустроенную территорию с парковкой, дорожками, вымощенными тротуарной плиткой, клумбами, кованными урнами, новыми фонарями и скамьями. Сквер считается популярным местом для отдыха молодежи, поскольку вблизи расположены студенческие общежития и корпуса ВУЗов.
Главной достопримечательностью Ляховского сквера является стена Виктора Цоя. Она была установлена в сквере в 2010 году и представляет собой бетонные плиты, исписанные словами его песен.